# Pfarrhaus (Dietershofen)

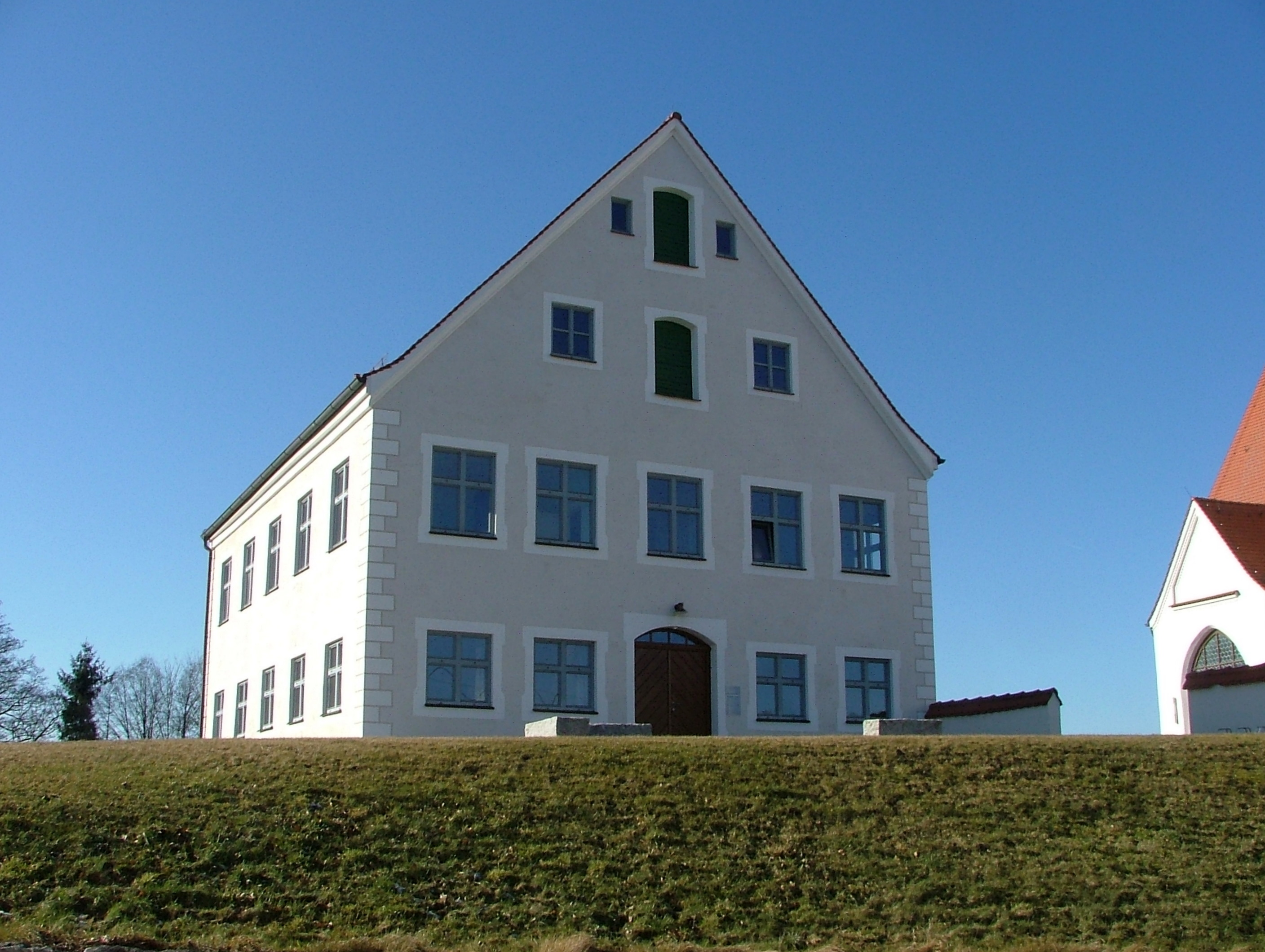
Pfarrhaus in Dietershofen

Das Pfarrhaus in Dietershofen bei Babenhausen, einem Ortsteil der Gemeinde Oberschönegg im Landkreis Unterallgäu im bayerischen Regierungsbezirk Schwaben, wurde 1722 erbaut und steht unter Denkmalschutz. Errichtet wurde es durch den Maurermeister Johann Merck aus Mindelheim und den Zimmermeister Jakob Wöhr aus Engishausen. Das zweigeschossige Satteldachhaus besteht aus fünf zu fünf Achsen. Die beiden Zimmer an der Ostseite im ersten Stock besitzen Spiegeldecken mit von Profilen gesäumten Vouten. 
Im Pfarrhaus befinden sich ein Auferstehungsheiland von 1734 und ein neu gefasstes Kruzifix aus der ersten Hälfte des 18. Jahrhunderts. Des Weiteren befinden sich mehrere Gemälde im Pfarrhaus. Dies sind eine Darstellung eines Kruzifixes und eine Ölbergszene. Beide Gemälde sind oben geschweift und stammen aus der Mitte des 19. Jahrhunderts. Die volkstümliche Darstellung des heiligen Ulrich, als Halbfigur, ist ebenfalls aus dem 19. Jahrhundert. Das Gemälde des letzten Abendmahls stammt von circa 1700.